# Nantong (meteoryt)
Nantong (inna nazwa: Shaxi) – meteoryt kamienny należący do chondrytów oliwinowo-bronzytowych H 6, którego spadek zaobserwowano 15 czerwca 1984 roku w chińskiej prowincji  Jiangsu. O godzinie 11.35 usłyszano detonację spadającego meteorytu. Na miejscu spadku znaleziono pojedynczy okaz o masie 524 g. Meteoryt Nantong jest jednym z jedenastu zatwierdzonych meteorytów znalezionych w tej prowincji.